# 新潟県の図書館一覧
新潟県の図書館一覧（にいがたけんのとしょかんいちらん）とは、新潟県にある図書館・図書室を市部・郡部別にまとめたものである（学校図書館を除く）。

## 市部

### 新潟市

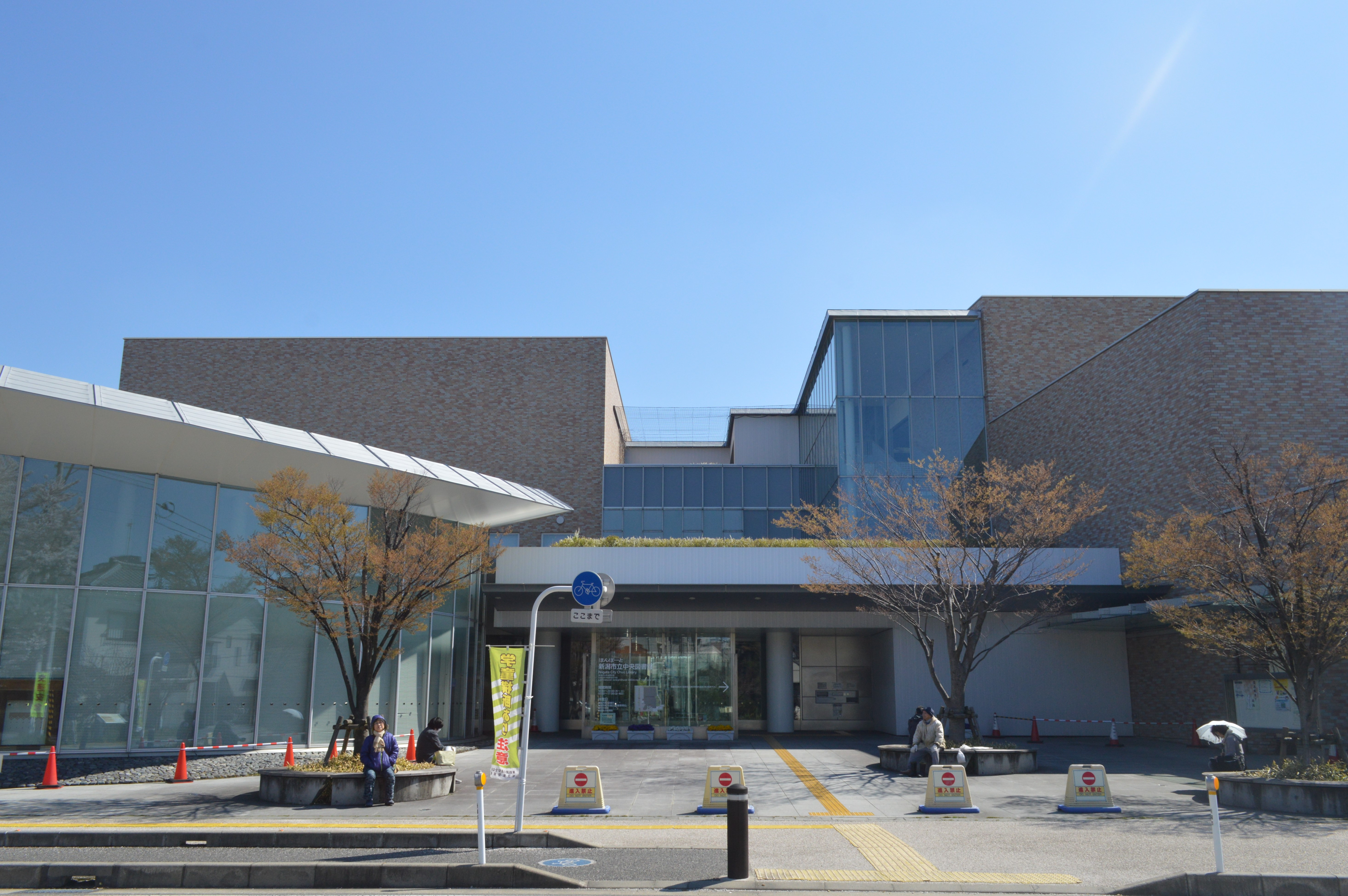
新潟市立中央図書館

- 新潟県立図書館
- 新潟市立図書館
  - 豊栄図書館
  - 松浜図書館
  - 山の下図書館
  - 石山図書館
  - 東区プラザ図書室
  - 中央図書館（ほんぽーと）
  - 舟江図書館
  - 鳥屋野図書館
  - 生涯学習センター図書館
  - アルザにいがた情報図書室
  - 亀田図書館
  - 新津図書館
  - 荻川地区図書室
  - 金津地区図書室
  - 白根図書館
  - 月潟図書館
  - 坂井輪図書館
  - 内野図書館
  - 黒埼図書館
  - 西川図書館
  - 岩室図書館
  - 潟東図書館
  - 巻図書館
- 新潟医療福祉大学図書館
- 新潟県立大学図書館
- 新潟大学付属図書館
  - 中央図書館
  - 旭町分館（医歯学図書館）
- 新潟青陵大学・新潟青陵大学短期大学部図書館
- 日本歯科大学新潟生命歯学部図書館
- 新潟薬科大学図書館
- 新潟国際情報大学図書館
- 明倫短期大学附属図書館

### 長岡市
- 長岡市立図書館
  - 長岡市立中央図書館
  - 互尊文庫・文書資料室
  - 西地域図書館
  - 南地域図書館
  - 北地域図書館
  - 中之島地域図書館
  - 寺泊地域図書館
    - 大河津地区図書室

  - 栃尾地域図書館
- 越路町公民館図書室
- 長岡市川口公民館図書室
- 長岡技術科学大学附属図書館
- 長岡造形大学附属図書館
- 長岡大学図書館

### 三条市
- 三条市立図書館
  - 本館
  - 栄分館
  - 下田分館

### 柏崎市
- 柏崎市立図書館
- 新潟工科大学附属図書館
- 新潟産業大学附属図書館

### 新発田市
- 新発田市立図書館
  - 新発田市立中央図書館
    - 加治川分館
    - 紫雲寺分館
    - 豊浦分館

  - 新発田市立歴史図書館
- 敬和学園大学図書館

### 小千谷市
- 小千谷市立図書館

### 加茂市
- 加茂市立図書館
- 新潟経営大学図書館
- 新潟中央短期大学図書館

### 十日町市
- 十日町情報館
  - 十日町市図書館中条分室
  - 十日町市図書館下条分室
  - 十日町市図書館中里分室
  - 十日町市図書館吉田分室
  - 十日町市図書館川治分室
  - 十日町市図書館川西分室
  - 十日町市図書館松之山分室
  - 十日町市図書館松代分室
  - 十日町市図書館水沢分室
  - 十日町市図書館飛渡分室

### 見附市
- 見附市図書館

### 村上市
- 村上市立図書館
  - 村上市立中央図書館
  - 村上市立朝日図書館
  - 村上市立荒川図書室
  - 村上市立神林図書室
  - 村上市立山北図書室

### 燕市
- 燕市立図書館
  - 燕市立吉田図書館
  - 燕市立分水図書館

### 糸魚川市
- 糸魚川市民図書館
  - 青海図書館
  - 能生図書館

### 妙高市
- 妙高市図書館
  - 本館
  - 妙高高原図書室
  - 妙高図書室

### 五泉市
- 五泉市立図書館

### 上越市
- 上越市立図書館
  - 高田図書館
  - 直江津図書館
  - 浦川原分館
  - 頸城分館
  - 安塚分室
  - 大島分室
  - 牧分室
  - 柿崎分室
  - 大潟分室
  - 吉川分室
  - 中郷分室
  - 板倉分室
  - 清里分室
  - 三和分室
  - 名立分室
- 上越教育大学附属図書館
- 新潟県立看護大学図書館

### 阿賀野市
- 阿賀野市立図書館
  - 本館
  - 安田図書館
  - 水原図書館
  - 笹神図書館

### 佐渡市
- 佐渡市立図書館
  - 中央図書館
  - 真野図書館
  - 小木図書館
  - さわた図書館
  - 両津図書館
  - 相川分室
  - 新穂分室
  - 畑野分室
  - 羽茂分室
  - 赤泊分室

### 魚沼市
- 魚沼市立図書館
  - 広神図書館
  - 小出郷図書館
  - 堀之内公民館図書室
  - 守門公民館図書室
  - 入広瀬公民館図書室

### 南魚沼市
- 南魚沼市図書館
  - 大和図書室
  - 塩沢図書室
- 国際大学松下図書・情報センター

### 胎内市
- 胎内市図書館
  - 黒川地区公民館図書室

## 郡部

### 北蒲原郡
聖籠町
- 聖籠町立図書館

### 三島郡
出雲崎町
- 出雲崎町立出雲崎図書館

### 刈羽郡
刈羽村
- 刈羽村立図書館